# Castelnuovo d'Istria
Castelnuovo d'Istria (in sloveno Podgrad, in tedesco Castelnuovo o Neuhaus) è un paese della Slovenia, frazione del comune di Bisterza.
La località giace nell'omonima Valsecca, o solco, (in sloveno Matarsko Podolje) ad est del Carso triestino alle pendici sud dei colli Birchini, a 548,3 metri s.l.m., a 12,8 chilometri dal capoluogo comunale e a 23,5 chilometri dal confine italiano.

Il paese si trova sull'importante strada che collega Trieste a Fiume.

## Storia
Di tale paese si conoscono notizie risalenti al tempo dei Monocaleni, fu poi fortezza romana (Castrum Novum) citata nel 44 d.C. grazie all'imperatore Claudio. Dominata prima da Odoacre, poi dagli Ostrogoti, con il re Teodorico, in seguito sino al 788 dai bizantini.
Venne denominata Neuhaus dai principi germanici mentre gli slavi lo chiamarono Novigrad e poi Podgrad. Nell'XI secolo, a nord dell'attuale paese sulla sommità di una collina di 675 m, venne costruito il Castello (Stari grad), menzionata per la prima volta nel 1281.
Dopo vari passaggi di proprietà nel 1426 il conte Enrico IV decise di vendere il feudo al comune di Trieste, per 2 000 ducati. Dopo l'interessamento del regno di Venezia ci fu una lunga disputa con i Turchi che attaccarono più volte Castelnuovo. Grazie alla pace di Worms stipulata nel 1521 la terra ritornò all'Austria, il castello venne demolito nel 1550 per ordine dell'imperatore, irritato dai tentativi di cedere tale proprietà ai Veneziani.

Venne poi ristrutturata in seguito, nel 1619 durante la guerra degli Uscocchi, finì poi per essere abbandonato dai nobili nel XIX secolo, e nuovamente restaurato nel 1815, grazie agli austriaci.

## Geografia antropica

### Suddivisioni amministrative
Durante il dominio asburgico Castelnuovo d'Istria fu un comune autonomo. Prima del trattato di Rapallo, firmato nel 1920, il comune di Castelnuovo d'Istria, nel distretto di Bisterza, faceva parte della Carniola interna, una delle regioni storiche della Slovenia, con i distretti di Borgovecchio di Olisa, Circonio, Idria, Longatico, Nauporto, Postumia, San Pietro del Carso, Senosecchia e Vipacco. Fu parte dello storico territorio asburgico di Carniola. Il centro tradizionale della regione è Postumia. Dopo la prima guerra mondiale passò, come tutta la Venezia Giulia, al Regno d'Italia; il comune venne inserito nel circondario di Volosca-Abbazia della provincia dell'Istria. L'anno successivo passò al circondario di Capodistria. Nel 1928 il comune di Castelnuovo d'Istria venne distaccato dalla provincia dell'Istria ed assegnato a quella del Carnaro.

#### Vecchie frazioni
Nel 1936 il vecchio comune di Castelnuovo d'Istria (provincia di Fiume), codice catastale C238, aveva una popolazione totale di 7 180 residenti ed era suddiviso in 22 frazioni:
| Comuni, frazioni e abitati | popolazione residente in complesso | popolazione residente dei centri | popolazione residente delle case sparse |
| -------------------------- | ---------------------------------- | -------------------------------- | --------------------------------------- |
| Castelnuovo d'Istria       | 7 180                              | 7 002                            | 178                                     |
| Castelnuovo d'Istria       | 566                                | 566                              | --                                      |
| Crussizza                  | 522                                | 506                              | 16                                      |
| Cùie                       | 211                                | 211                              | --                                      |
| Eriacci                    | 197                                | 197                              | --                                      |
| Gàbrega                    | 89                                 | 89                               | --                                      |
| Giavòrie                   | 359                                | 319                              | 40                                      |
| Gradìschie di Castelnuovo  | 276                                | 276                              | --                                      |
| Locce Pìccolo              | 115                                | 115                              | --                                      |
| Mune Grande                | 641                                | 641                              | --                                      |
| Mune Pìccolo               | 498                                | 498                              | --                                      |
| Obrovo Santa Maria         | 416                                | 416                              | --                                      |
| Pobese                     | 278                                | 270                              | 8                                       |
| Pogliane                   | 351                                | 351                              | --                                      |
| Pregara                    | 600                                | 559                              | 41                                      |
| Prelose Sant'Egìdio        | 174                                | 174                              | --                                      |
| Racizze                    | 425                                | 425                              | --                                      |
| Rittomece                  | 77                                 | 77                               | --                                      |
| Sabogna                    | 291                                | 291                              | --                                      |
| Seiane                     | 602                                | 602                              | --                                      |
| Starada                    | 234                                | 226                              | 8                                       |
| Studena in Monte           | 149                                | 92                               | 57                                      |
| Zaielse                    | 109                                | 101                              | 8                                       |

Secondo il censimento del 1921, il 26,15% della popolazione di Castelnuovo d'Istria era italiana.

## Alture principali
Drenovnik, m 712; Kovačev Stržen, m 623; Gola gorica, m 574; Grmada, m 677